# Edmond Haan
Edmond Haan, all'anagrafe Haan Helmut August (Schorndorf, 25 maggio 1924 – Strasburgo, 15 agosto 2018), è stato un calciatore francese, di ruolo attaccante.
Muore il 15 agosto 2018 all'età di 94 anni.

## Carriera

### Nazionale
Ha collezionato 4 presenze con la propria nazionale.

## Palmarès

### Club

#### Competizioni nazionali
- Coppa di Francia: 1

Strasburgo: 1950-1951
- Ligue 2: 1

Nîmes: 1949-1950

### Individuale
- Capocannoniere del campionato francese di seconda divisione: 1

1949-1950 (27 reti)

## Statistiche

### Cronologia presenze e reti in nazionale
| Cronologia completa delle presenze e delle reti in nazionale ― Francia | Cronologia completa delle presenze e delle reti in nazionale ― Francia | Cronologia completa delle presenze e delle reti in nazionale ― Francia | Cronologia completa delle presenze e delle reti in nazionale ― Francia | Cronologia completa delle presenze e delle reti in nazionale ― Francia | Cronologia completa delle presenze e delle reti in nazionale ― Francia | Cronologia completa delle presenze e delle reti in nazionale ― Francia | Cronologia completa delle presenze e delle reti in nazionale ― Francia |
| Data                                                                   | Città                                                                  | In casa                                                                | Risultato                                                              | Ospiti                                                                 | Competizione                                                           | Reti                                                                   | Note                                                                   |
| ---------------------------------------------------------------------- | ---------------------------------------------------------------------- | ---------------------------------------------------------------------- | ---------------------------------------------------------------------- | ---------------------------------------------------------------------- | ---------------------------------------------------------------------- | ---------------------------------------------------------------------- | ---------------------------------------------------------------------- |
| 12-5-1951                                                              | Belfast                                                                | Irlanda del Nord                                                       | 2 – 2                                                                  | Francia                                                                | Amichevole                                                             | -                                                                      |                                                                        |
| 16-5-1951                                                              | Glasgow                                                                | Scozia                                                                 | 1 – 0                                                                  | Francia                                                                | Amichevole                                                             | -                                                                      |                                                                        |
| 3-6-1951                                                               | Genova                                                                 | Italia                                                                 | 4 – 1                                                                  | Francia                                                                | Amichevole                                                             | -                                                                      |                                                                        |
| 11-11-1953                                                             | Colombes                                                               | Francia                                                                | 2 – 4                                                                  | Svizzera                                                               | Amichevole                                                             | -                                                                      |                                                                        |
| Totale                                                                 |                                                                        | Presenze                                                               | 4                                                                      |                                                                        | Reti                                                                   | 0                                                                      |                                                                        |